# 即使昊天崩塌，也要秉行公正
即使昊天崩塌，也要秉行公正為拉丁語法律術語。這句格言表明「不論後果如何，都必須實現正義」的信念。據19世紀廢奴主義政治人物查爾斯·索姆奈稱，該句拉丁語格言並非出自古典來源。
大卫·休谟認為這句話是錯誤的，他認為在特殊情況下有必要為公眾利益而犧牲正義。

## 現代使用
在美國總統比尔·克林顿的彈劾聆訊中，參議員丹尼尔·帕特里克·莫伊尼汉表示：「即使天塌下來，也要伸張正義。」（Let justice be done though the heavens fall.）

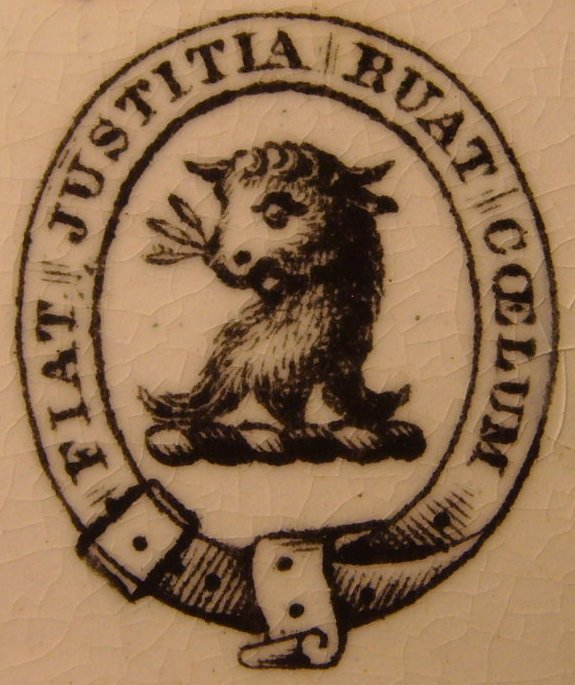
Crest of the family of Joseph Drew of Weymouth, Dorset, 1870. Variant spelling cœlum.